# Эневольдсен, Харальд
Харальд Эневольдсен (дат. Harald Enevoldsen; 27 января 1911, Ольборг — 2005) — датский шахматист, национальный мастер. Неоднократный призер чемпионатов Дании.
Х. Эневольдсен впервые обратил на себя внимание, когда в 1927 г. в сеансе одновременной игры победил экс-чемпиона мира Эм. Ласкера.
Пик спортивных достижений Х. Эневольдсена приходится на начало 1950-х гг. В 1950 г. Эневольдсен стал бронзовым призером чемпионата Дании. В 1951 г. он поделил в национальном чемпионате 1—3 места с К. Поульсеном и Эй. Педерсеном. В дополнительном матч-турнире Эневольдсен дважды победил Поульсена, но дважды уступил Педерсену. В результате чемпионом Дании стал Педерсен, а Эневольдсен получил серебряную медаль. Новый успех пришел к Х. Эневольдсену в 1958 г., когда он после серии неубедительных результатов занял 2-е место в национальном чемпионате, пропустив вперед только Б. Андерсена. В составе сборной Дании Эневольдсен трижды участвовал в шахматных олимпиадах.

## Спортивные результаты
| Год         | Город      | Соревнование                                        | + | − | = | Результат | Место |
| ----------- | ---------- | --------------------------------------------------- | - | - | - | --------- | ----- |
| 1939        | Нествед    | Чемпионат Дании                                     | 0 | 4 | 5 | 2½ из 9   | 9—10  |
| 1949        | Копенгаген | Международный турнир                                |   |   |   |           |       |
| 1950        | Ольборг    | Чемпионат Дании                                     | 4 | 3 | 2 | 5 из 9    | 3—4   |
|             | Дубровник  | IX Олимпиада (сборная Дании, 2-я доска)             | 2 | 8 | 3 | 3½ из 13  |       |
| 1951        | Оденсе     | Чемпионат Дании                                     | 3 | 2 | 3 | 4½ из     | 1—3   |
|             | Орхус      | Дополнительный матч-турнир на звание чемпиона Дании | 2 | 2 | 0 | 2 из 4    | 2     |
| 1952        | Хернинг    | Чемпионат Дании                                     | 2 | 2 | 7 | 5½ из 11  | 6—7   |
|             | Хельсинки  | X Олимпиада (сборная Дании, запасной)               | 2 | 6 | 2 | 3 из 10   |       |
| 1953        | Копенгаген | Клубный командный матч (против Б. Ларсена)          | 0 | 1 | 0 | 0 из 1    |       |
| 1954        | Копенгаген | Юбилейный турнир Копенгагенского ШК                 |   |   |   |           |       |
|             | Орхус      | Чемпионат Дании                                     | 0 | 5 | 6 | 3 из 11   | 12    |
| 1958        | Хернинг    | Чемпионат Дании                                     | 6 | 2 | 3 | 7½ из 11  | 2     |
|             | Мюнхен     | XIII Олимпиада (сборная Дании, запасной)            | 2 | 2 | 3 | 3½ из 7   |       |
| 1958 / 1959 | Йёнчёпинг  | Международный турнир                                | 3 | 3 | 3 | 4½ из 9   | 4—6   |